# Trichoneura
Genre
Synonymes
- Crossotropis Stapf[2]

Trichoneura est un genre de plantes monocotylédones de la famille des Poaceae, 
sous-famille des Chloridoideae, originaire des régions tropicales d'Afrique, d'Amérique et d'Arabie, qui comprend huit espèces acceptées.
Ce sont des plantes herbacées, annuelles ou vivaces, aux tiges dressées, pouvant atteindre 100 cm de long, et aux inflorescences composées de racèmes. L'espèce est xérophyte et pousse plutôt dans des sols sablonneux ou rocailleux.

## Liste d'espèces
Selon The Plant List (27 mai 2018) :
- Trichoneura ciliata (Peter) S.M.Phillips
- Trichoneura elegans Swallen
- Trichoneura eleusinoides (Rendle) Ekman
- Trichoneura grandiglumis (Nees) Ekman
- Trichoneura lindleyana (Kunth) Ekman
- Trichoneura mollis (Kunth) Ekman
- Trichoneura schlechteri Ekman
- Trichoneura weberbaueri Pilg.